# Matt Garza
Matthew Scott Garza, Spitzname The Count, (* 26. November 1983 in Selma, Kalifornien) ist ein ehemaliger US-amerikanischer Baseballspieler in der Major League Baseball (MLB). Er spielte u. a. bei den Tampa Bay Rays, Chicago Cubs, und Milwaukee Brewers als Starting-Pitcher.

## Karriere
Garza wurde im MLB-Draft 2005 in der ersten Runde (25. Pick) von den Minnesota Twins gewählt und begann seine Karriere im Single A-Team der Twins.

### 2006
In der Saison 2006 schaffte Garza das Kunststück, sich innerhalb nur einer Spielzeit durch sämtliche Stufen der Minor Leagues bis in die MLB zu spielen. Er startete im A-Team, den Fort Myers Miracles, wechselte aber bald ins AA-Team zu den New Britain Rock Cats, bevor er in das AAA-Team, Rochester Red Wings, aufstieg. Letztendlich konnte Garza am 11. August des Jahres sein MLB-Debüt bei den Twins feiern, bei dem er den verletzten Francisco Liriano ersetzte.

### 2007
Zu Beginn der Saison 2007 verlor Garza seinen Platz in der Pitching Rotation der Twins an andere junge Talente, wie Kevin Slowey und Scott Baker. Am 28. Juni schaffte Garza den erneuten Sprung vom AAA-Team in die MLB. Am 6. Juli wurde Garza im Spiel gegen die Chicago White Sox der erste Pitcher in der Geschichte der Twins seit 1989, der in einem American-League-Spiel als Batter eingesetzt wurde. Er wurde in die Batting-Rotation aufgenommen, nachdem Twins-Catcher Mike Redmond sich eine Kopfverletzung zugezogen hatte. Am 29. Juli gelang Garza sein bis dahin bestes Spiel mit 11 Strikeouts in sechs Innings gegen die Cleveland Indians.

### 2008
Am 28. November 2007 wurde Garza gemeinsam mit Jason Bartlett and Eduardo Morlan zu den Tampa Bay Rays getradet. Garza spielt mit den Rays eine sehr erfolgreiche Saison. In der American League Championship Series hatte Garza mit zwei Starts und einem ERA von 1,38 großen Anteil am Sieg gegen die Boston Red Sox. Nachdem er im siebten Spiel den entscheidenden Win verbuchen konnte und die Rays somit in die World Series 2008 einzogen, wurde Garza zum MVP der Serie gewählt.

### 2009
Nach einer Vertragsverlängerung in der Winterpause vor 2009 pitchte Garza 203 Innings mit einem ERA von 3,95. Trotz dieser Karriere-Bestleistung an Innings konnte Tampa die Playoffs nicht erreichen, schaffte aber erst die zweite Saison mit einer Positiven Bilanz (Mehr Siege als Niederlagen (84-76)).

### 2010
Während Garza 2010 seinen Stand als solider und zuverlässiger Starting Pitcher bestätigte und er wieder über 200 Innings mit einem ERA unter 4 warf, kam der persönliche Höhepunkt für Matt am 26. Juli, an dem er den ersten No-Hitter der Rays Franchise-Geschichte warf. Sein Team gewann mit 5-0 gegen die Detroit Tigers, mit Brennan Boesch als einzigem Detroit-Baserunner nach einem 2nd Inning 1-Out Walk.
Gekrönt wurde die Saison durch den Gewinn der AL East und einer Teilnahme an der ALDS gegen die Texas Rangers. Garza startete Spiel 3, gab in den ersten 6 Innings nur einen Run ab, wurde aber im 7. Inning nach einem Lead-Off Homerun von Ian Kinsler aus dem Spiel genommen. Die Rays gewannen zwar das Spiel, den Win bekam allerdings Joaquin Benoit. Tampa schied in fünf Spielen aus.

### 2011
Im Januar 2011 wurde Garza für mehrere Nachwuchsspieler zu den Chicago Cubs getradet und etablierte sich trotz erschreckender Leistungen im Spring Training (10.38 ERA) bald als Ace in der Rotation. Er beendete die Saison 10 und 10 in 31 Starts. Sein ERA 3,32 war mit Abstand der beste aller Cubs Starter, und seine 198 Innings waren nur 4.1 weniger als Ryan Dempsters.

### 2012
Probleme mit dem Ellenbogen zwangen Garza die Saison früher zu beenden um einer Operation zu vermeiden, nach nur 18 Starts und einem Record von 5 und 7.

## Persönliches
Garza ist mit seiner High-School-Freundin verheiratet und hat mit ihr drei Kinder.